# (9075) 1994 GD9
A (9075) 1994 GD9 a Naprendszer kisbolygóövében található aszteroida. Eleanor F. Helin fedezte fel 1994. április 14-én.